# Notiphila hamifera
Notiphila hamifera är en tvåvingeart som beskrevs av Wheeler 1961. Notiphila hamifera ingår i släktet Notiphila och familjen vattenflugor. Inga underarter finns listade i Catalogue of Life.